# Rocco Micaletto
Rocco Micaletto (Taviano, 12 agosto 1946) è un terrorista e brigatista italiano. Militante dell'organizzazione dai primi anni settanta, entrò in clandestinità nel 1974 assumendo un ruolo sempre più importante come membro del Comitato Esecutivo e dirigente delle colonne di Torino e Genova. Venne arrestato il 20 febbraio 1980 a Torino insieme a Patrizio Peci.

## Biografia

### La giovinezza e i primi approcci nel brigatismo
Micaletto si trasferì in giovane età nel torinese, dove trovò lavoro alla FIAT nello stabilimento di Rivalta e fu li che presto venne a capo come rappresentante sindacale della CISL, nella quale però durò poco e nel 1973 venne a sua volta espulso per incapacità e mancata serietà verso l'organizzazione e i suoi aderenti, ma già verso il 1970 gli investigatori ritennero che Micaletto facesse parte o fosse affacciato al mondo del brigatismo dell'epoca.

### Attività politico-militare
Dopo un periodo di militanza iniziale a Milano, dopo essere entrato in clandestinità si trasferì a Genova nel 1976 dove ebbe parte fondamentale nella costituzione della colonna brigatista genovese che divenne ben presto una delle più temute ed efficienti dell'organizzazione. Nel 1977 si trasferì a Torino e assunse la direzione dell'attività terroristica delle Brigate Rosse nel capoluogo piemontese. Della stessa colonna, particolarmente attiva negli anni 1977-1979, fecero parte Lorenzo Betassa, Raffaele Fiore, Patrizio Peci, Piero Panciarelli, Nadia Ponti, Angela Vai, Vincenzo Acella.
Micaletto diresse il nucleo armato brigatista che assassinò l'avvocato Fulvio Croce, Presidente del Consiglio dell'Ordine degli Avvocati di Torino e nominato difensore d'ufficio nel processo del 1976 ai capi storici delle B.R.; fu lui che sparò personalmente alla vittima, mentre Angela Vai e Lorenzo Betassa agirono in copertura, mentre Raffaele Fiore rimase nell'auto per la fuga. Nel 1978 era uno dei quattro componenti del Comitato esecutivo delle Br che progettò e diresse militarmente e politicamente il sequestro Moro. Il 20 febbraio 1980 fu arrestato a Torino, assieme a Patrizio Peci.

### Dopo il carcere
Tornato in libertà nel 2004, dopo aver scontato 24 anni di carcere di una condanna a tre ergastoli, le cui condanne sono definitive, è stato in seguito sottoposto per 5 anni alla libertà vigilata, la quale comporta prescrizioni di polizia, il sostegno e l'assistenza dei servizi sociali.